# Emise skleníkových plynů ze zemědělství

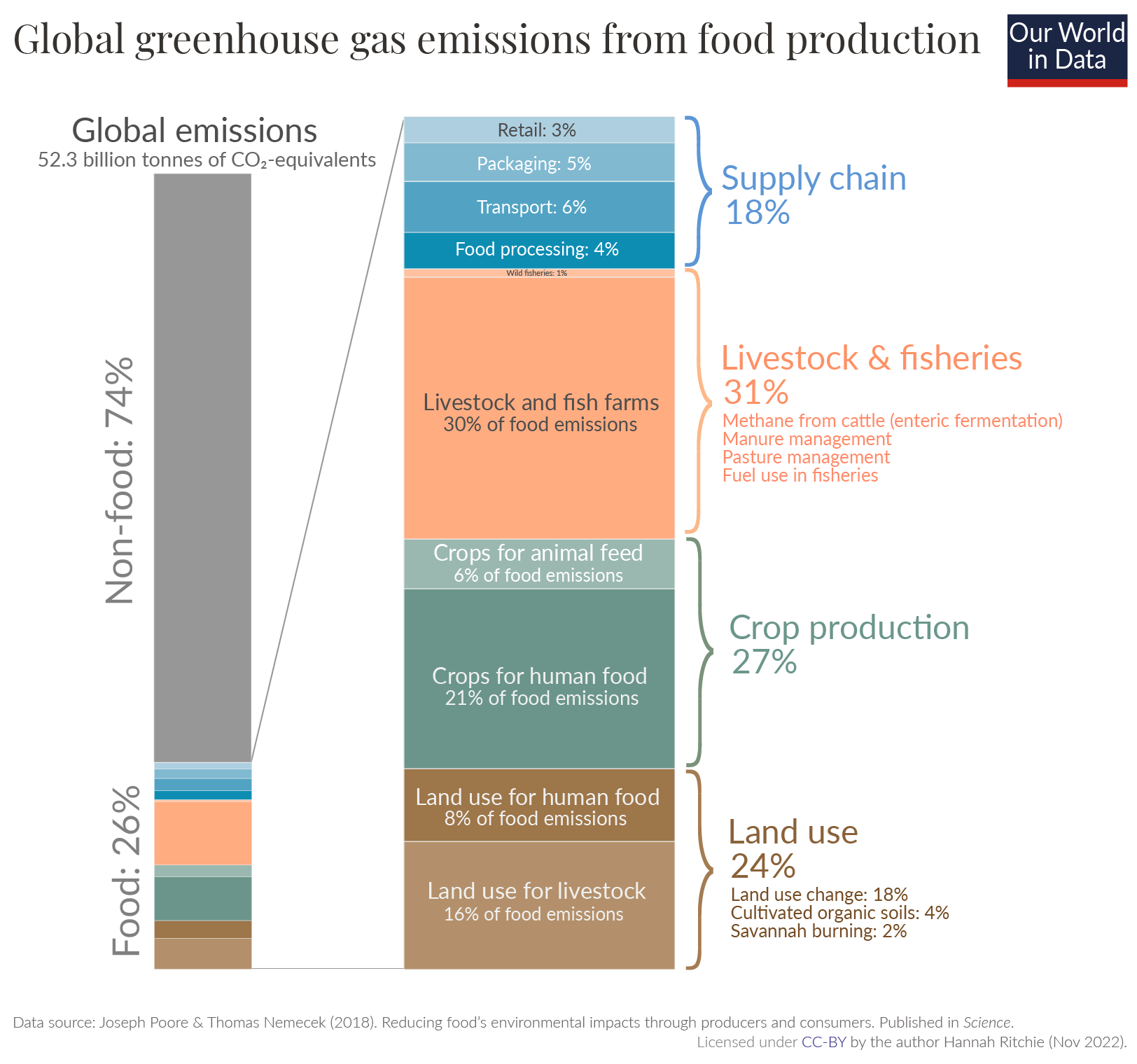
Čtvrtina světových emisí skleníkových plynů pochází z potravinářství a zemědělství.

Množství emisí skleníkových plynů ze zemědělství je značné: Odvětví zemědělství, lesnictví a využívání půdy se podílí na celosvětových emisích skleníkových plynů 13 až 21 %. Zemědělství přispívá ke změně klimatu přímými emisemi skleníkových plynů a přeměnou nezemědělské půdy, jako jsou lesy, na zemědělskou půdu. Emise oxidu dusného a methanu tvoří více než polovinu celkových emisí skleníkových plynů ze zemědělství. Významným zdrojem emisí skleníkových plynů je chov zvířat.
Zemědělský potravinářský systém je zodpovědný za značné množství emisí skleníkových plynů. Kromě toho, že je významným uživatelem půdy a spotřebitelem fosilních paliv, přispívá zemědělství přímo k emisím skleníkových plynů prostřednictvím postupů, jako je produkce rýže a chov hospodářských zvířat. Třemi hlavními příčinami nárůstu skleníkových plynů pozorovaného v posledních 250 letech jsou fosilní paliva, využívání půdy a zemědělství. Trávicí soustavy hospodářských zvířat lze rozdělit do dvou kategorií: monogastrické a přežvýkavé. Přežvýkavý skot pro výrobu hovězího masa a mléka se řadí na přední příčky v emisích skleníkových plynů; monogastrické, neboli prasata a potraviny související s drůbeží, mají emise nízké. Konzumace monogastrických druhů může přinést méně emisí. Monogastrická zvířata mají vyšší účinnost přeměny krmiva a také neprodukují tolik metanu. Kromě toho je CO2 v pozdějších fázích růstu plodin ve skutečnosti znovu emitován do atmosféry dýcháním rostlin a půdy, což způsobuje větší emise skleníkových plynů. Množství skleníkových plynů vyprodukovaných při výrobě a používání dusíkatých hnojiv se odhaduje na přibližně 5 % antropogenních emisí skleníkových plynů. Nejdůležitějším způsobem, jak snížit emise z nich, je používat méně hnojiv a zároveň zvýšit účinnost jejich používání.
Existuje mnoho strategií, které mohou pomoci zmírnit dopady a další produkci emisí skleníkových plynů – to se také označuje jako klimaticky inteligentní zemědělství. Některé z těchto strategií zahrnují vyšší efektivitu chovu hospodářských zvířat, která zahrnuje jak řízení, tak i technologie; efektivnější proces nakládání s hnojem; nižší závislost na fosilních palivech a neobnovitelných zdrojích; variabilitu v délce, čase a místě konzumace potravy a napájení zvířat; a omezení produkce i spotřeby potravin živočišného původu. Řada politik může snížit emise skleníkových plynů ze zemědělského sektoru pro udržitelnější potravinový systém.:s.816–817

## Emise podle druhu skleníkových plynů
Zemědělská činnost emituje skleníkové plyny oxid uhličitý, methan a oxid dusný.

### Emise oxidu uhličitého
Činnosti, jako je obdělávání polí, pěstování plodin a přeprava produktů, způsobují emise oxidu uhličitého. Emise oxidu uhličitého související se zemědělstvím představují přibližně 11 % celosvětových emisí skleníkových plynů. Zemědělské postupy, jako je omezení obdělávání půdy, zmenšení neobdělané půdy, vracení zbytků biomasy z plodin do půdy a větší využívání krycích plodin, mohou emise oxidu uhličitého snížit.

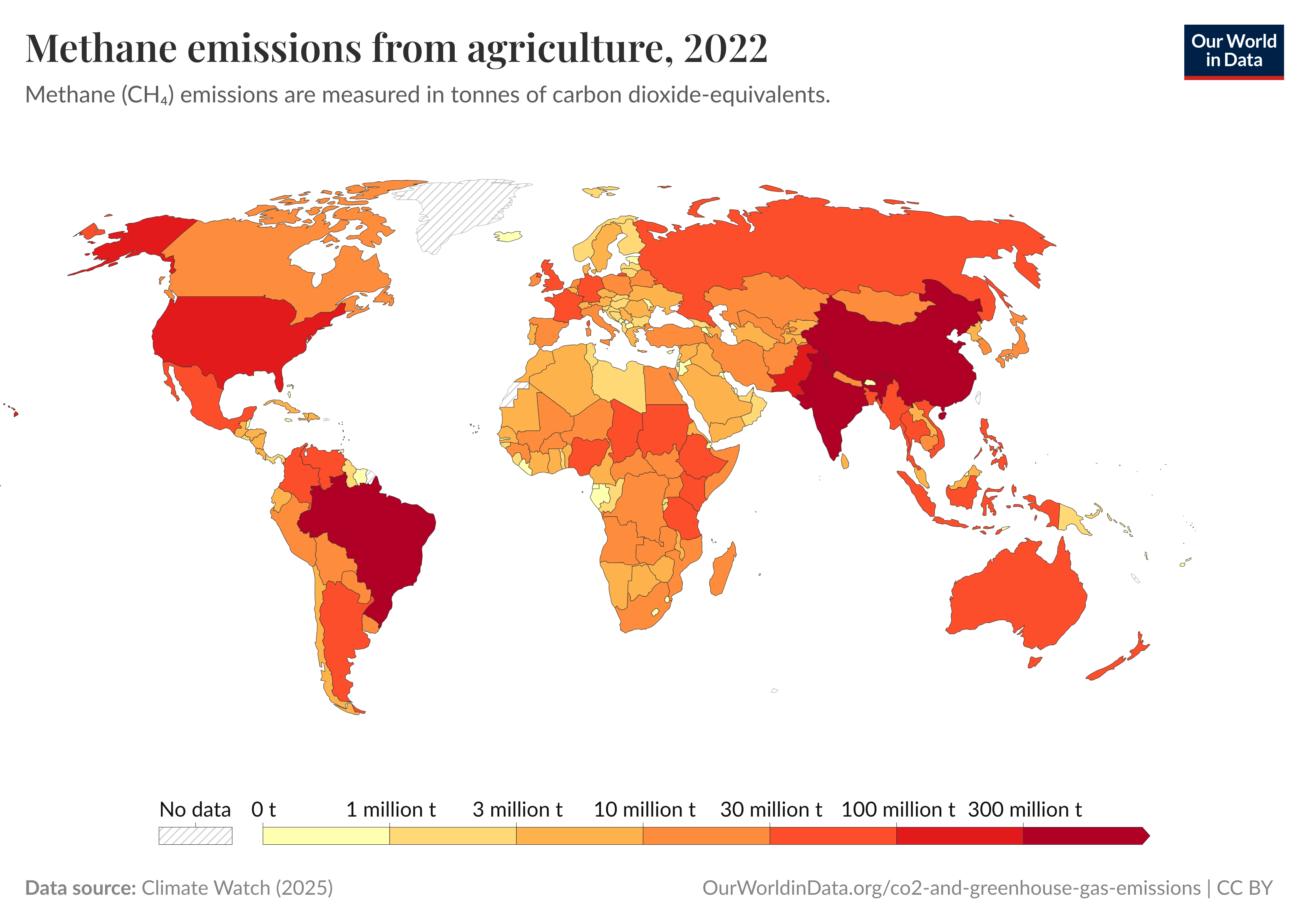
Emise metanu ze zemědělství, 2019. Emise metanu (CHa) se měří v tunách ekvivalentu oxidu uhličitého.

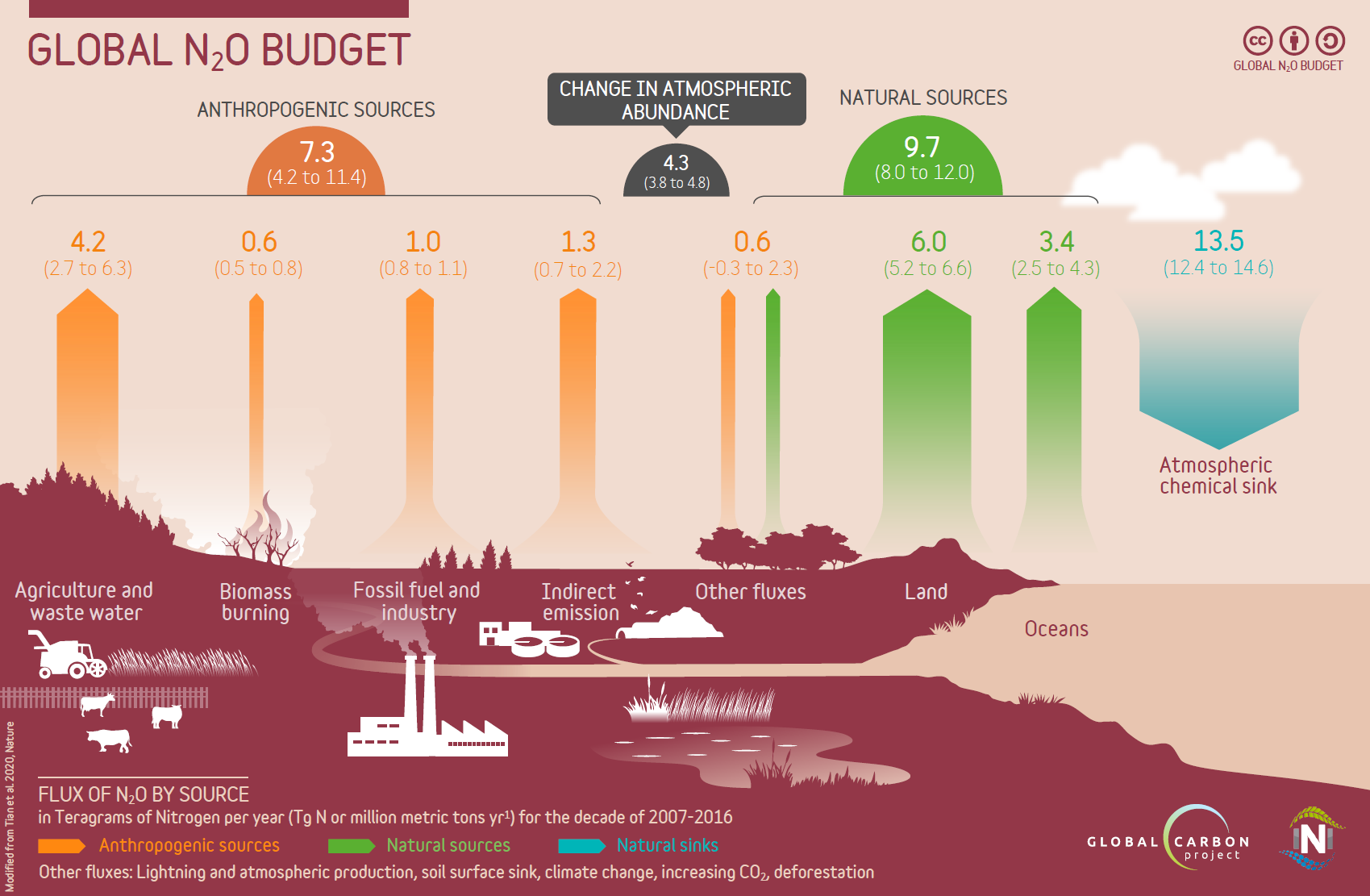
Globální rozpočet oxidu dusného

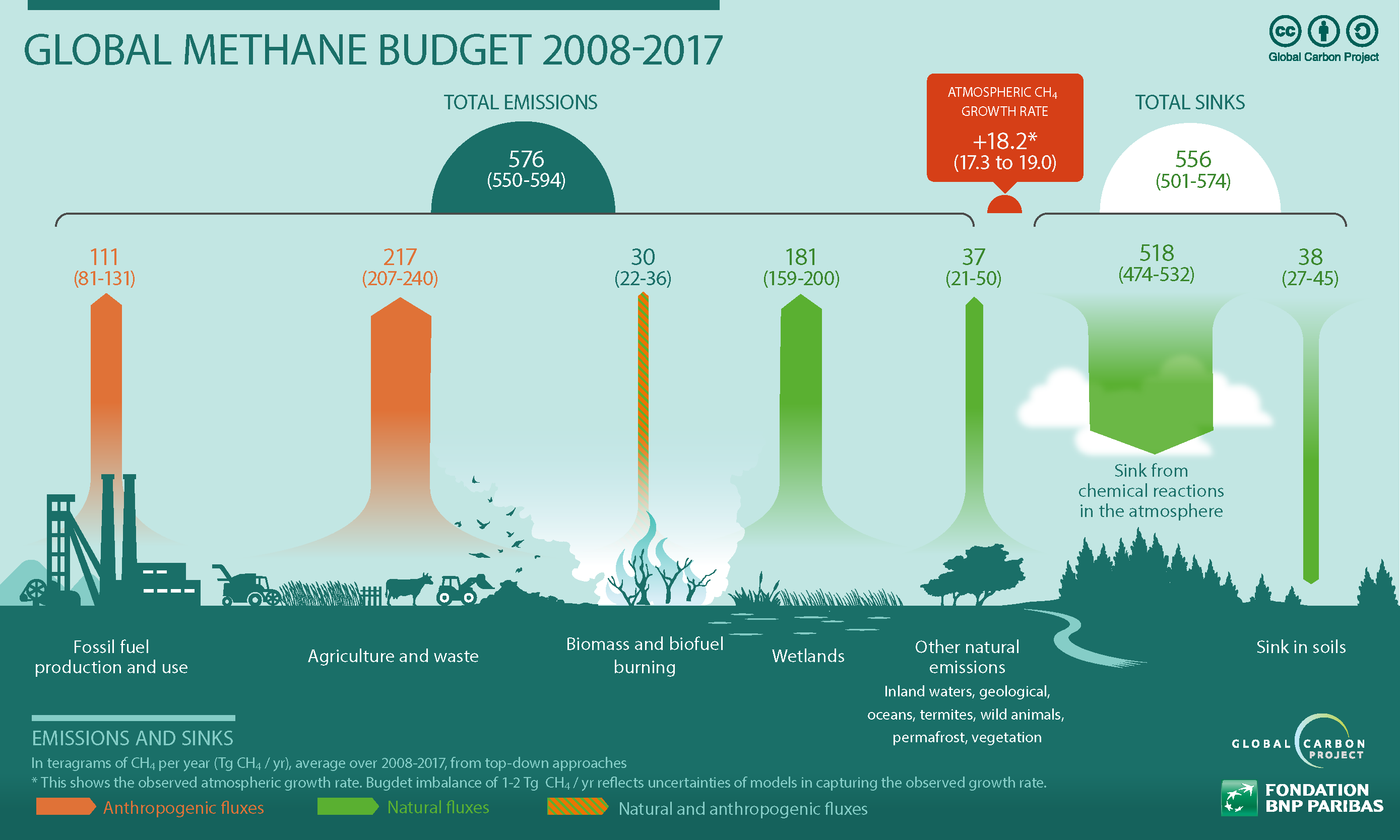
Globální rozpočet methanu

### Emise methanu
Emise metanu z chovu hospodářských zvířat jsou celosvětově největším zdrojem skleníkových plynů ze zemědělství. Hospodářská zvířata jsou zodpovědná za 14,5 % celkových antropogenních emisí skleníkových plynů. Jedna samotná kráva vypustí ročně 100 kg metanu. Ačkoli je doba setrvání metanu v atmosféře mnohem kratší než u oxidu uhličitého, je 28krát schopnější zadržovat teplo. Hospodářská zvířata nejenže přispívají ke škodlivým emisím, ale také potřebují hodně půdy a mohou ji nadměrně spásat, což vede k nezdravé kvalitě půdy a snížení druhové rozmanitosti. Několik způsobů, jak snížit emise methanu, zahrnuje přechod na stravu bohatou na rostliny s menším množstvím masa, krmení dobytka výživnějším krmivem, hospodaření s hnojem a kompostování.
Tradiční pěstování rýže je po chovu hospodářských zvířat druhým největším zemědělským zdrojem methanu, jehož dopad na oteplování se v blízké budoucnosti rovná emisím oxidu uhličitého z celé letecké dopravy. Vláda se do zemědělské politiky zapojuje jen omezeně kvůli vysoké poptávce po zemědělských produktech, jako je kukuřice, pšenice a mléko. Globální iniciativa Agentury Spojených států pro mezinárodní rozvoj (USAID) zaměřená na hlad a potravinovou bezpečnost, projekt Feed the Future, se zabývá ztrátami potravin a plýtváním. Řešením potravinových ztrát a plýtvání se rovněž řeší zmírnění emisí skleníkových plynů. Zaměřením se pouze na mlékárenské systémy 20 řetězců ve 12 zemích by se ztráty potravin a plýtvání potravinami mohly snížit o 4–10 %. Tato čísla mají dopad a zmírnily by emise skleníkových plynů, přičemž by se obyvatelstvo stále uživilo.

### Emise oxidu dusného
Emise oxidu dusného pocházejí ze zvýšeného používání syntetických a organických hnojiv. Hnojiva zvyšují výnosy plodin a umožňují jejich rychlejší růst. Zemědělské emise oxidu dusného tvoří 6 % emisí skleníkových plynů ve Spojených státech; od roku 1980 se jejich koncentrace zvýšila o 30 %. 6 % se může zdát jako malý příspěvek, ale oxid dusný je 300krát účinnější při zachycování tepla na kilogram než oxid uhličitý a jeho doba setrvání v atmosféře je přibližně 120 let. Ke snížení emisí oxidu dusného mohou přispět různé způsoby hospodaření, jako je šetření vodou pomocí kapkové závlahy, sledování živin v půdě, aby se zabránilo přehnojování, a používání krycích plodin místo hnojení.

### Související stránky
- Dopad produkce masa na životní prostředí
- Dopady změny klimatu na zemědělství